# Biyikli Mehmet Paixà
Biyikli Mehmet Paixà (Bigotis Mehmet Paixà, en turc modern Bıyıklı Mehmet Paşa) fou un general otomà del segle xvi, mort el 1521.
La seva primera acció important fou contra el príncep Ahmet fill de Baiazet II, prop de Bursa, en la qual el general fou derrotat el 14 d'abril de 1513; va seguir després a la batalla de Yenişehir (24 d'abril) El 1514 va participar en la campanya de Çaldiran i a la tornada se li va encarregar conquerir Bayburd, assetjada des de feia mesos (des de juliol de 1514) sense èxit, i que va aconseguir ocupar el que li va valer un cert prestigi. El 1515 va ser encarregat de conquerir Kemakh, i la va assetjar (març de 1515) fins que va arribar el sultà que hi va entrar el 19 de maig. L'estiu va rebre el comandament d'un exèrcit per dominar el Kurdistan occidental, que s'havia revoltat contra els perses i els prínceps o emirs locals s'havien sotmès a l'Imperi. Biyikli va entrar a Amida el 9 de setembre de 1515 sent nomenat beglerbegi del Diyar Bakr (5 de novembre) i el maig de 1516 va completar la conquesta del territori aniquilant a la batalla d'Eski Koç Hisar, prop de Mardin, a l'exèrcit safàvida de Kara Khan Ustadjlu. Llavors es va unir a Malatya amb Selim I que marxava contra els mamelucs i va combatre a la batalla de Mardj Dabik. Arribat a Alep fou enviat a conquerir les fortaleses de Mardin i Hisn Kayfa encara en mans safàvides; després de la conquesta va entrar a Mossul, Kirkuk i Tawuk.
Llavors fou elevat a rang de visir i va dedicar uns anys a consolidar l'autoritat otomana al Diyar Bakr vigilant els moviments d'Ismail I de Pèrsia. Va morir de disenteria el 24 de desembre de 1521.